# Seth Neddermeyer
Seth Henry Neddermeyer (Richmond, 16 settembre 1907 – Seattle, 29 gennaio 1988) è stato un fisico statunitense che scoprì, assieme a Carl D. Anderson, la particella del muone. Collaborò al Progetto Manhattan al Los Alamos Laboratory durante la seconda guerra mondiale.

## Biografia
Neddermeyer contribuì alla ricerca che portò alla scoperta del positrone nel 1932, per la quale Anderson ricevette il premio Nobel per la fisica nel 1936. Quell'anno Neddermeyer e Anderson scoprirono il muone, usando i dati ottenuti sui raggi cosmici dalla camera a nebbia. La loro scoperta precedette la teoria dei mesoni di Hideki Yukawa nel 1935 che postulava la particella come mediatrice della forza nucleare. Anderson e Neddermeyer collaborarono con Millikan in studi ad alta quota sui raggi cosmici, i quali confermarono la teoria di Robert Oppenheimer secondo cui alcune particelle ionizzate prodotte nell'atmosfera dai raggi cosmici erano elettroni. Ottennero anche la prima prova che i raggi gamma potessero generare positroni.